# Olof Rudolf Hammar
Olof Rudolf Hammar, född den 28 maj 1822 i Gammalstorps socken, död den 10 februari 1907 i Uppsala, var en svensk ämbetsman. Han var far till Olof, Carl Elias och August Hammar.
Hammar avlade hovrättsexamen vid Lunds universitet 1841. Han var landskamrerare i Blekinge län 1855–1882. Hammar efterlämnade i handskrift en bibelöversättning i tolv volymer, som nu förvaras i Uppsala universitetsbibliotek. Han blev riddare av Nordstjärneorden 1865. Hammar vilar på Uppsala gamla kyrkogård.